# Jüdischer Friedhof (Wielowieś)
Koordinaten: 50° 30′ 22,1″ N, 18° 37′ 51,3″ O

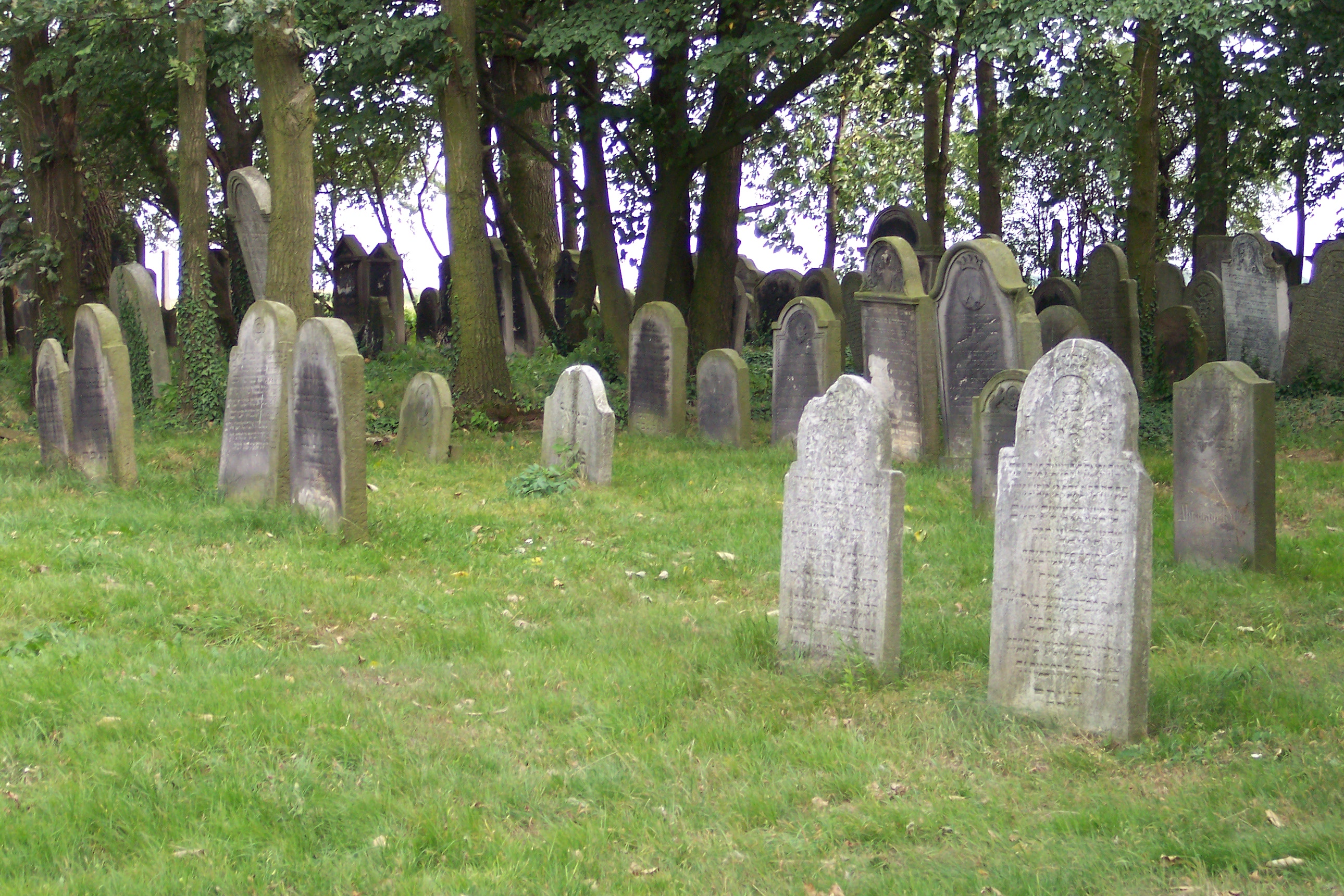
Jüdischer Friedhof

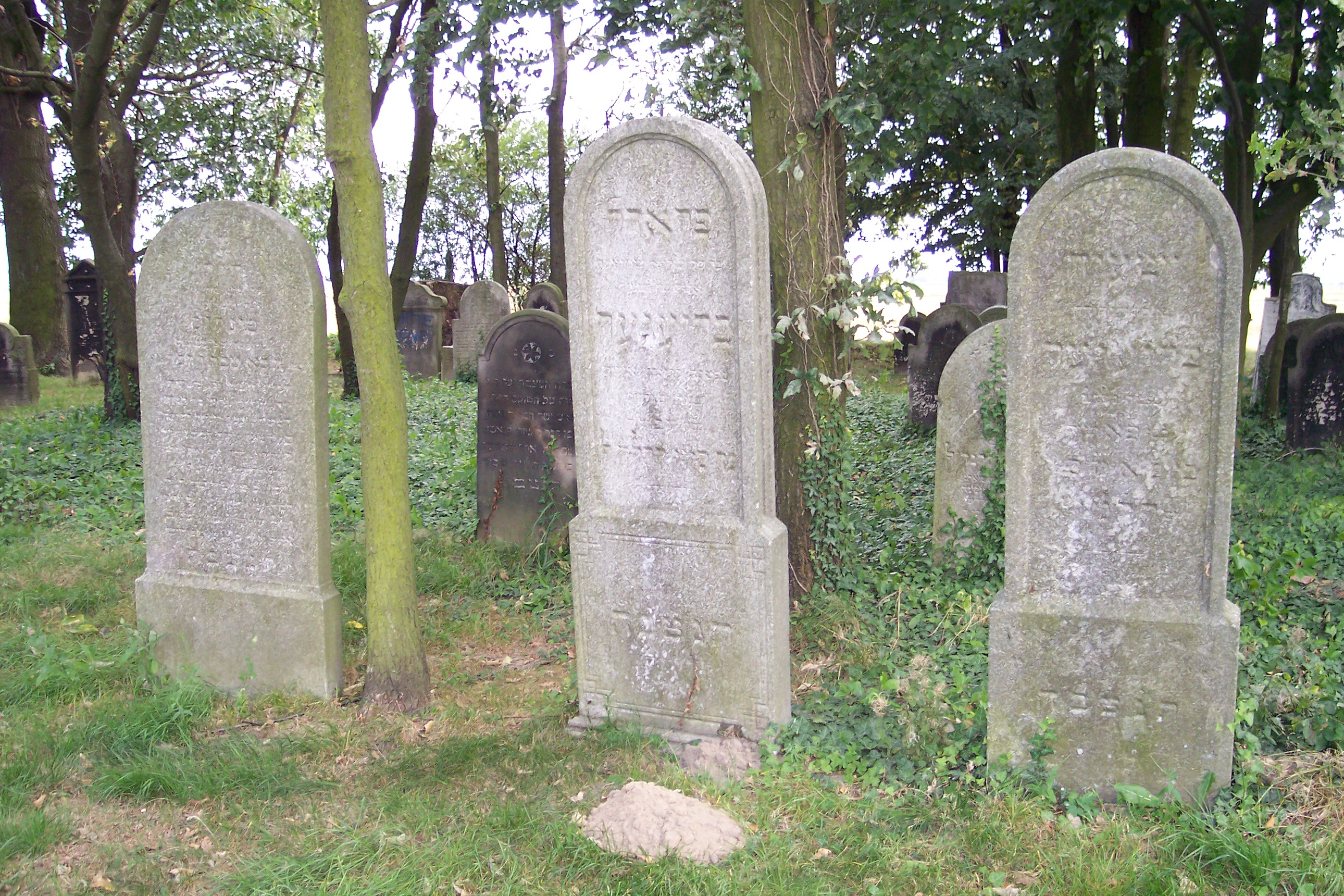
Jüdischer Friedhof

Der Jüdische Friedhof von Wielowieś (Langendorf) befindet sich etwa 600 Meter von der Ortschaft entfernt in Richtung des Ortes Wojska.

## Geschichte
An dem Ort hat gegen Ende des 17. Jahrhunderts der Rabbiner Jonathan Bloch (* 1664; † 22. April 1722 in Langendorf) eine jüdische Gemeinde durch Einrichtung einer regelmäßigen Gebetsversammlung und eines Friedhofs begründet. Dessen Sohn Hirsch Bloch gehörte dem Ausschuss an, der 1748 und 1749 mit der Grundherrschaft wegen der Erlaubnis zur Erbauung eines Zaunes um den Friedhof und zur Anlage der Sabbatschnüre verhandelte. 
Der älteste heute noch erhaltene Grabstein ist der des Jonathan Bloch aus dem Jahr 1722. Brann vermutet, dass auf dem Friedhof bereits dessen am 17. Juli 1694 verstorbene Frau Beracha (geb. Grätzer) ihre letzte Ruhestätte gefunden hat und berichtet über den Fund eines Grabsteins mit dem Sterbedatum 1. März 1702 einer Frau Jittel, Tochter des Rabbiners Isak Eisak. Beisetzungen wurden auch für Verstorbene umliegender Orte, so Tworóg und Tost, vorgenommen. 
Auf dem Friedhof sind Vorfahren von Ferdinand Lassalle (Kekulé-Nummern 10, 22; vermutlich 88 – der Bruder der o. g. Beracha) und der Geschwister Rebecca Gratz, Hyman Gratz dem Stifter des Gratz College in Philadelphia und Salomon Gratz dem ersten jüdischen Oberstleutnant der US-Armee sowie deren Vater Michael Gratz († 12. September 1808) und dessen Bruder Bernhard Gratz (* 1738; † 20. April 1801) die beide an der Resolution zum Stamp Act beteiligt waren, beigesetzt. Mit deren Vater Salomon Grätzer († 18. April 1744) besitzen diese einen gemeinsamen Vorfahren mit Lassalle (dessen Kekulé-Nummer 44).
Der Friedhof besitzt heute etwa 250 erhaltene Grabsteine. Von der ursprünglichen Umzäunung sind nur die Pfosten erhalten. Heute finden keine Beerdigungen mehr auf dem Friedhof statt.
Vor einigen Jahren wurde der Friedhof auf Initiative eines örtlichen Geschichtslehrers durch Schüler gepflegt.